# Torrvattnet (Anundsjö socken, Ångermanland)
Torrvattnet är en sjö i Örnsköldsviks kommun i Ångermanland och ingår i Moälvens huvudavrinningsområde. Sjön har en area på 3,25 kvadratkilometer och ligger 232 meter över havet. Sjön avvattnas av vattendraget Bölesån.

## Delavrinningsområde
Torrvattnet ingår i det delavrinningsområde (705150-158599) som SMHI kallar för Utloppet av Torrvattnet. Medelhöjden är 262 meter över havet och ytan är 13,62 kvadratkilometer. Det finns ett avrinningsområde uppströms, och räknas det in blir den ackumulerade arean 25,61 kvadratkilometer. Bölesån som avvattnar avrinningsområdet har biflödesordning 3, vilket innebär att vattnet flödar genom totalt 3 vattendrag innan det når havet efter 85 kilometer. Avrinningsområdet består mestadels av skog (59 procent) och sankmarker (14 procent). Avrinningsområdet har 3,25 kvadratkilometer vattenytor vilket ger det en sjöprocent på 23,8 procent.